# Pleuroprion fabulosum
Pleuroprion fabulosum là một loài chân đều trong họ Antarcturidae. Loài này được Gurjanova miêu tả khoa học năm 1955.